# Lewis Stevenson
Lewis Stevenson (ur. 5 stycznia 1988 w Kirkcaldy) – szkocki piłkarz, grający na pozycji pomocnika. Zawodnik klubu Hibernian. Młodzieżowy reprezentant kraju U-21 - 8 meczów (0) goli.

## Kariera
Lewis Stevenson zadebiutował w klubie Hibernian we wrześniu 2005 w wygranym 2:1 meczu Pucharu Ligi Szkockiej przeciwko Ayr United.
Pierwszy oficjalny mecz ligowy rozegrał w sezonie 2006/2007.
18 marca 2007 został wybrany najlepszym zawodnikiem meczu finałowego Pucharu Ligi Szkockiej.